# Waalse Gewestraad (samenstelling 1980-1981)
Dit is de lijst van de leden van de Waalse Gewestraad in de legislatuur 1980-1981. De Waalse Gewestraad was de voorloper van het Waals Parlement en werd nog niet rechtstreeks verkozen.
De legislatuur 1980-1981 telde 131 leden. Dit waren de 70 leden van de Franse taalgroep uit de Kamer van volksvertegenwoordigers verkozen bij de verkiezingen van 17 december 1978 en de 61 leden van de Franse taalgroep uit de Belgische Senaat, verkozen op 17 december 1978, aangeduid door de provincieraden of gecoöpteerd. De verkozenen voor de kieskring Brussel hoorden daar niet bij, omdat deze kieskring niet tot het Waals Gewest behoort.  
De legislatuur ging van start op 15 oktober 1980 en eindigde op 6 oktober 1981.
Normaal gezien moesten er 132 leden zijn. De Nederlandstalige senator Aline Bernaerts-Viroux, door apparentering verkozen geraakt in de kieskring Nijvel, had namelijk ook het recht om in de Waalse Gewestraad te zetelen. De Waalse Gewestraad weigerde echter om Bernaerts-Viroux haar zetel te laten innemen, waardoor er 131 leden waren.

## Samenstelling
| Fractie | Fractie | Zetels |
| ------- | ------- | ------ |
|         | PS      | 56     |
|         | PSC     | 40     |
|         | PRL     | 21     |
|         | RW      | 9      |
|         | PCB     | 5      |

## Lijst van de parlementsleden
| Volksvertegenwoordiger            | Partij | Kieskring                                   | Opmerkingen                                                                      |
| --------------------------------- | ------ | ------------------------------------------- | -------------------------------------------------------------------------------- |
| Raymond Langendries               | PSC    | Nijvel                                      |                                                                                  |
| Geneviève Ryckmans-Corin          | PSC    | Nijvel                                      |                                                                                  |
| André Jandrain                    | PS     | Nijvel                                      |                                                                                  |
| Serge Kubla                       | PRL    | Nijvel                                      |                                                                                  |
| Louis Michel                      | PRL    | Nijvel                                      |                                                                                  |
| Philippe Maystadt                 | PSC    | Charleroi-Thuin                             |                                                                                  |
| Gérard le Hardÿ de Beaulieu       | PSC    | Charleroi-Thuin                             | Voorzitter van de commissie Begroting, Financiën en Ondergeschikte Bevoegdheden. |
| Marc Harmegnies                   | PS     | Charleroi-Thuin                             |                                                                                  |
| André Baudson                     | PS     | Charleroi-Thuin                             |                                                                                  |
| Philippe Busquin                  | PS     | Charleroi-Thuin                             |                                                                                  |
| Jean-Claude Van Cauwenberghe      | PS     | Charleroi-Thuin                             |                                                                                  |
| Jacques Van Gompel                | PS     | Charleroi-Thuin                             |                                                                                  |
| Etienne Knoops                    | PRL    | Charleroi-Thuin                             |                                                                                  |
| Robert Moreau                     | RW     | Charleroi-Thuin                             |                                                                                  |
| Georges Glineur                   | PCB    | Charleroi-Thuin                             | Voorzitter van de PCB-fractie vanaf 6 november 1980.                             |
| Albert Liénard                    | PSC    | Bergen-Zinnik                               |                                                                                  |
| Robert Urbain                     | PS     | Bergen-Zinnik                               |                                                                                  |
| Yvon Biefnot                      | PS     | Bergen-Zinnik                               |                                                                                  |
| Robert Leclercq                   | PS     | Bergen-Zinnik                               |                                                                                  |
| Michel Tromont                    | PRL    | Bergen-Zinnik                               |                                                                                  |
| Noëlla Dinant                     | PCB    | Bergen-Zinnik                               |                                                                                  |
| René Jérôme                       | PSC    | Bergen-Zinnik                               |                                                                                  |
| Léon Hurez                        | PS     | Bergen-Zinnik                               | Parlementsvoorzitter.                                                            |
| Richard Gondry                    | PS     | Bergen-Zinnik                               |                                                                                  |
| Guy Pierard                       | PRL    | Bergen-Zinnik                               |                                                                                  |
| Albert Lernoux                    | PSC    | Charleroi-Thuin                             |                                                                                  |
| Willy Burgeon                     | PS     | Charleroi-Thuin                             |                                                                                  |
| Paul-Henry Gendebien              | RW     | Charleroi-Thuin                             |                                                                                  |
| Jean-Pierre Detremmerie           | PSC    | Doornik-Aat-Moeskroen                       | Vervangt vanaf 24 maart 1981 Robert Devos, die de nationale politiek verlaat.    |
| Pierre Deschamps                  | PSC    | Doornik-Aat-Moeskroen                       |                                                                                  |
| Jean-Baptiste Delhaye             | PS     | Doornik-Aat-Moeskroen                       |                                                                                  |
| Jean-Pierre Perdieu               | PS     | Doornik-Aat-Moeskroen                       |                                                                                  |
| Georgette Brenez                  | PS     | Doornik-Aat-Moeskroen                       |                                                                                  |
| André Bertouille                  | PRL    | Doornik-Aat-Moeskroen                       | Voorzitter van de commissie Ruimtelijke Ordening en Huisvesting.                 |
| Pierre Maistriaux                 | PRL    | Doornik-Aat-Moeskroen                       |                                                                                  |
| Frédéric François                 | PSC    | Hoei-Borgworm                               | Voorzitter van de commissie Water, Energie en Leefmilieu.                        |
| Edmond Leburton                   | PS     | Hoei-Borgworm                               |                                                                                  |
| Joseph Fiévez                     | RW     | Hoei-Borgworm                               |                                                                                  |
| Jean-Pierre Grafé                 | PSC    | Luik                                        | Secretaris.                                                                      |
| Michel Hansenne                   | PSC    | Luik                                        |                                                                                  |
| Ghislain Hiance                   | PSC    | Luik                                        |                                                                                  |
| André Cools                       | PS     | Luik                                        |                                                                                  |
| Guy Mathot                        | PS     | Luik                                        |                                                                                  |
| Jean-Maurice Dehousse             | PS     | Luik                                        |                                                                                  |
| Claude Dejardin                   | PS     | Luik                                        |                                                                                  |
| Gaston Onkelinx                   | PS     | Luik                                        |                                                                                  |
| Alain Van der Biest               | PS     | Luik                                        | Voorzitter van de PS-fractie vanaf 6 november 1980.                              |
| Edmond Rigo                       | PS     | Luik                                        |                                                                                  |
| Jean Defraigne                    | PRL    | Luik                                        |                                                                                  |
| Jean Gol                          | PRL    | Luik                                        |                                                                                  |
| Henri Mordant                     | RW     | Luik                                        |                                                                                  |
| Marcel Levaux                     | PCB    | Luik                                        |                                                                                  |
| Guillaume Schyns                  | PSC    | Verviers                                    |                                                                                  |
| Melchior Wathelet                 | PSC    | Verviers                                    |                                                                                  |
| Yvan Ylieff                       | PS     | Verviers                                    |                                                                                  |
| André Damseaux                    | PRL    | Verviers                                    |                                                                                  |
| Alfred Evers                      | PRL    | Verviers                                    |                                                                                  |
| Charles-Ferdinand Nothomb         | PSC    | Aarlen-Marche-Bastenaken-Neufchâteau-Virton |                                                                                  |
| Marcel Remacle                    | PS     | Aarlen-Marche-Bastenaken-Neufchâteau-Virton |                                                                                  |
| Louis Olivier                     | PRL    | Aarlen-Marche-Bastenaken-Neufchâteau-Virton |                                                                                  |
| Joseph Michel                     | PSC    | Aarlen-Marche-Bastenaken-Neufchâteau-Virton |                                                                                  |
| Henri Pierret                     | PSC    | Aarlen-Marche-Bastenaken-Neufchâteau-Virton |                                                                                  |
| Emile Wauthy                      | PSC    | Namen-Dinant-Philippeville                  |                                                                                  |
| Roger Delizée                     | PS     | Namen-Dinant-Philippeville                  |                                                                                  |
| Charles Cornet d'Elzius           | PRL    | Namen-Dinant-Philippeville                  |                                                                                  |
| Léon Remacle                      | PSC    | Namen-Dinant-Philippeville                  |                                                                                  |
| Robert Marchal                    | PSC    | Namen-Dinant-Philippeville                  |                                                                                  |
| Robert Denison                    | PS     | Namen-Dinant-Philippeville                  |                                                                                  |
| Bernard Anselme                   | PS     | Namen-Dinant-Philippeville                  | Voorzitter van de commissie Economisch Beleid en Toegepast Onderzoek.            |
| Charles Poswick                   | PRL    | Namen-Dinant-Philippeville                  |                                                                                  |
| René Basecq                       | PS     | Nijvel                                      |                                                                                  |
| Jean-Émile Humblet                | RW     | Nijvel                                      |                                                                                  |
| Max Bury                          | PS     | Bergen-Zinnik                               |                                                                                  |
| Fernand Delmotte                  | PS     | Bergen-Zinnik                               |                                                                                  |
| Edgard Hismans                    | PS     | Bergen-Zinnik                               |                                                                                  |
| Pierre Mainil                     | PSC    | Bergen-Zinnik                               |                                                                                  |
| André Lagneau                     | PRL    | Bergen-Zinnik                               |                                                                                  |
| Jacques Hoyaux                    | PS     | Charleroi-Thuin                             | Ondervoorzitter.                                                                 |
| Théophile Toussaint               | PS     | Charleroi-Thuin                             |                                                                                  |
| Alfred Califice                   | PSC    | Charleroi-Thuin                             |                                                                                  |
| Lucienne Gillet                   | PSC    | Charleroi-Thuin                             |                                                                                  |
| Jacques Cerf                      | RW     | Charleroi-Thuin                             |                                                                                  |
| Jacqueline Mayence-Goossens       | PRL    | Charleroi-Thuin                             |                                                                                  |
| Robert Dussart                    | PCB    | Charleroi-Thuin                             |                                                                                  |
| Jean Dulac                        | PS     | Doornik-Aat-Moeskroen                       |                                                                                  |
| Guy Spitaels                      | PS     | Doornik-Aat-Moeskroen                       |                                                                                  |
| Jean Kevers                       | PSC    | Doornik-Aat-Moeskroen                       |                                                                                  |
| Irène Pétry                       | PS     | Luik                                        |                                                                                  |
| Freddy Donnay                     | PS     | Luik                                        |                                                                                  |
| Charles-Joseph Bailly             | PS     | Luik                                        |                                                                                  |
| Huberte Hanquet                   | PSC    | Luik                                        |                                                                                  |
| Michel Paulus                     | PSC    | Luik                                        |                                                                                  |
| Pierre Bertrand                   | RW     | Luik                                        |                                                                                  |
| Jacques Wathelet                  | PRL    | Luik                                        | Voorzitter van de PRL-fractie vanaf 6 november 1980.                             |
| Eugène Lecoq                      | PS     | Hoei-Borgworm                               |                                                                                  |
| Raymond Bataille                  | PSC    | Hoei-Borgworm                               |                                                                                  |
| Albert Daulne                     | PS     | Verviers                                    |                                                                                  |
| Georges Gramme                    | PSC    | Verviers                                    |                                                                                  |
| Jean Gillet                       | PRL    | Verviers                                    |                                                                                  |
| Henri Cugnon                      | PS     | Aarlen-Marche-Bastenaken-Neufchâteau-Virton | Voorzitter van de commissie Landbouw en Natuurbehoud.                            |
| Guy Lutgen                        | PSC    | Aarlen-Marche-Bastenaken-Neufchâteau-Virton |                                                                                  |
| Robert Belot                      | PS     | Namen-Dinant-Philippeville                  |                                                                                  |
| Jean-Baptiste Poulain             | PS     | Namen-Dinant-Philippeville                  |                                                                                  |
| Amand Dalem                       | PSC    | Namen-Dinant-Philippeville                  |                                                                                  |
| Michel Toussaint                  | PRL    | Namen-Dinant-Philippeville                  | Secretaris.                                                                      |
| Valmy Féaux                       | PS     | Nijvel                                      |                                                                                  |
| Georges Neuray                    | RW     | Namen-Dinant-Philippeville                  |                                                                                  |
| Yves-Jean du Monceau de Bergendal | PSC    | Nijvel                                      |                                                                                  |
| Arthur Meunier                    | PS     | Charleroi-Thuin                             |                                                                                  |
| Marcel Busieau                    | PS     | Bergen-Zinnik                               |                                                                                  |
| Raoul Van Spitael                 | PS     | Doornik-Aat-Moeskroen                       |                                                                                  |
| Claude Renard                     | PCB    | Doornik-Aat-Moeskroen                       |                                                                                  |
| Paul de Stexhe                    | PSC    | Charleroi-Thuin                             |                                                                                  |
| Jules Coen                        | PRL    | Hoei-Borgworm                               |                                                                                  |
| Fernand Hubin                     | PS     | Hoei-Borgworm                               |                                                                                  |
| Georges Flagothier                | PSC    | Luik                                        |                                                                                  |
| Gaston Paque                      | PS     | Luik                                        |                                                                                  |
| Marguerite Remy-Oger              | PS     | Luik                                        |                                                                                  |
| Pierre Descamps                   | PRL    | Doornik-Aat-Moeskroen                       |                                                                                  |
| Robert Conrotte                   | PSC    | Aarlen-Marche-Basteaken-Neufchâteau-Virton  | Ondervoorzitter.                                                                 |
| Charles Hanin                     | PSC    | Aarlen-Marche-Bastenaken-Neufchâteau-Virton |                                                                                  |
| Jean Leclercq                     | PS     | Namen-Dinant-Philippeville                  |                                                                                  |
| Elie Deworme                      | PS     | Aarlen-Marche-Bastenaken-Neufchâteau-Virton |                                                                                  |
| André Tilquin                     | PSC    | Namen-Dinant-Philippeville                  |                                                                                  |
| Yves de Wasseige                  | RW     | Charleroi-Thuin                             | Voorzitter van de RW-fractie vanaf 6 november 1980.                              |
| Dieudonné André                   | PSC    | Namen-Dinant-Philippeville                  |                                                                                  |
| Jean Sondag                       | PSC    | Nijvel                                      | Voorzitter van de PSC-fractie vanaf 6 november 1980.                             |
| Paul-Charles Goossens             | PS     | Luik                                        |                                                                                  |
| Fortuné Lambiotte                 | PS     | Namen-Dinant-Philippeville                  |                                                                                  |
| André Sweert                      | PS     | Nijvel                                      |                                                                                  |
| Auguste Bruart                    | PSC    | Bergen-Zinnik                               |                                                                                  |